# 古米耶尔新镇
古米耶尔新镇，是西班牙卡斯蒂利亚-莱昂布尔戈斯省的一个市镇。总面积22平方公里，总人口305人（2001年），人口密度14人/平方公里。